# Dżins

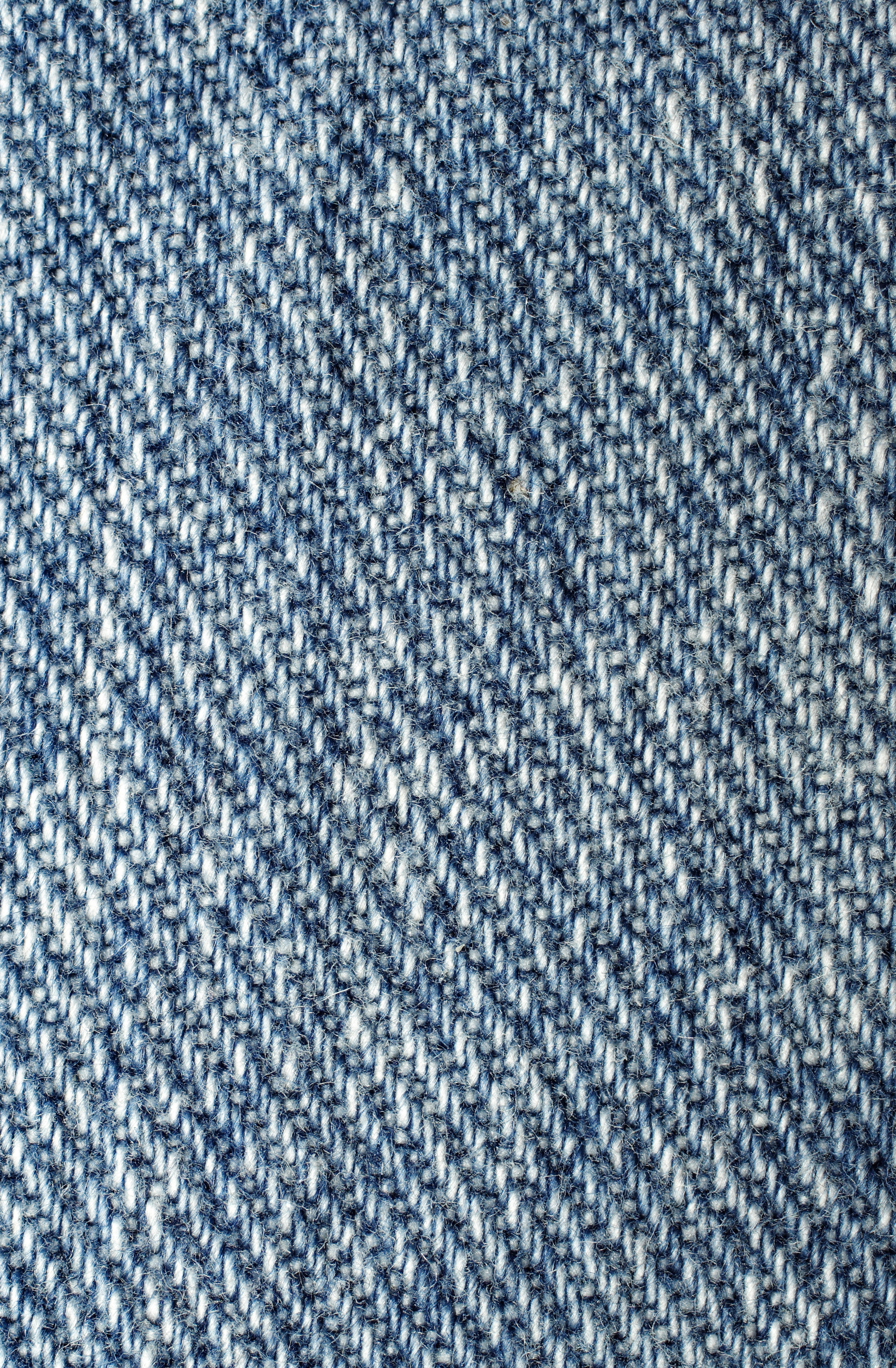
Struktura denimu

Denim (z ang. jeans), również teksas i potocznie dżins– tkanina bawełniana wykonana w splocie skośnym, obecnie używana przede wszystkim do produkcji ubrań denimowych. Nazwa dżins pochodzi od francuskiego bleu de Genes czyli błękit genueński, a nazwa denim od miasta Nîmes we Francji (de Nîmes = z Nîmes). W obu tych miastach już od XVI wieku produkowano tkaninę o tym splocie.
Najczęściej z tej tkaniny produkuje się spodnie, tzw. dżinsy, ale również bluzy, wiatrówki, kurtki i koszule. Charakteryzuje się stosunkowo dużą wytrzymałością. Polska odmiana denimu była nazywana teksas.